# Івайло (Болгарія)
Іва́йло (болг. Ивайло) — село в Пазарджицькій області Болгарії. Входить до складу общини Пазарджик.

## Населення
За даними перепису населення 2011 року у селі проживала 2841 особа.
Національний склад населення села:
| Національність   | Кількість осіб | Відсоток |
| ---------------- | -------------- | -------- |
| болгари          | 2091           | 74,7%    |
| цигани           | 684            | 24,4%    |
| не визначились   | 17             | 0,6%     |
| Всього відповіли | 2800           |          |

Розподіл населення за віком у 2011 році:
Динаміка населення: